# The Dance (album de Fleetwood Mac)
 (janvier 2023).
La mise en forme du texte ne suit pas les recommandations de Wikipédia : il faut le « wikifier ».
Les points d'amélioration suivants sont les cas les plus fréquents. Le détail des points à revoir est peut-être précisé sur la page de discussion.
- Les titres sont pré-formatés par le logiciel. Ils ne sont ni en capitales, ni en gras.
- Le texte ne doit pas être écrit en capitales (les noms de famille non plus), ni en gras, ni en italique, ni en « petit »…
- Le gras n'est utilisé que pour surligner le titre de l'article dans l'introduction, une seule fois.
- L'italique est rarement utilisé : mots en langue étrangère, titres d'œuvres, noms de bateaux, etc.
- Les citations ne sont pas en italique mais en corps de texte normal. Elles sont entourées par des guillemets français : « et ».
- Les listes à puces sont à éviter, des paragraphes rédigés étant largement préférés. Les tableaux sont à réserver à la présentation de données structurées (résultats, etc.).
- Les appels de note de bas de page (petits chiffres en exposant, introduits par l'outil «  Source ») sont à placer entre la fin de phrase et le point final[comme ça].
- Les liens internes (vers d'autres articles de Wikipédia) sont à choisir avec parcimonie. Créez des liens vers des articles approfondissant le sujet. Les termes génériques sans rapport avec le sujet sont à éviter, ainsi que les répétitions de liens vers un même terme.
- Les liens externes sont à placer uniquement dans une section « Liens externes », à la fin de l'article. Ces liens sont à choisir avec parcimonie suivant les règles définies. Si un lien sert de source à l'article, son insertion dans le texte est à faire par les notes de bas de page.
- La présentation des références doit suivre les conventions bibliographiques. Il est recommandé d'utiliser les modèles {{Ouvrage}}, {{Chapitre}}, {{Article}}, {{Lien web}} et/ou {{Bibliographie}}. Le mode d'édition visuel peut mettre en forme automatiquement les références.
- Insérer une infobox (cadre d'informations à droite) n'est pas obligatoire pour parachever la mise en page.

Pour une aide détaillée, merci de consulter Aide:Wikification.
Si vous pensez que ces points ont été résolus, vous pouvez retirer ce bandeau et améliorer la mise en forme d'un autre article.
Pour les articles homonymes, voir The Dance.
Albums de Fleetwood Mac
Time
(1995) Say You Will
(2003)
The Dance est un album en concert du groupe de rock anglo-américain Fleetwood Mac sorti le 19 août 1997. Il correspond à la réunion de la formation la plus célèbre du groupe, composée de Lindsey Buckingham, Mick Fleetwood, Christine McVie, John McVie et Stevie Nicks, dont le dernier album enregistré ensemble, Tango in the Night, est sorti dix ans plus tôt, en 1987. Il s'agit du premier album de Fleetwood Mac à figurer en tête du classement des albums aux États-Unis depuis Mirage en 1982.

## Historique
The Dance est le dernier album de Fleetwood Mac à compter Christine McVie parmi ses membres permanents avant son départ un an après la sortie de l'album, bien qu'elle ait réintégré le groupe en 2014 pour une tournée. Se classant à la première place du Billboard 200 avec 199 000 ventes, The Dance est devenu le cinquième album live le plus vendu de tous les temps aux États-Unis, en écoulant un million d'exemplaires en huit semaines, en passant plus de sept mois dans le top 40, et en se vendant finalement à plus de 6 000 000 d'exemplaires dans le monde. La version DVD a été certifiée 9 fois disque de platine en Australie pour avoir vendu 135 000 exemplaires. La tournée de 44 dates a rapporté 36 millions de dollars.
Contrairement à l'album Live, de 1980, qui était une collection d'enregistrements en direct sur une série de 60 spectacles, The Dance a été enregistré en une seule nuit, avec une isolation suffisante pour permettre le re-recording. Le concert a été enregistré pour l'émission spéciale The Dance sur MTV aux studios Warner Brothers à Burbank, le 23 mai 1997, et inclut la fanfare de l'université de Californie du Sud (en) qui joue sur les morceaux Tusk (en) (ayant joué sur l'enregistrement studio original) et Don't Stop.
Bien que la majeure partie du disque se compose de grands succès de Fleetwood Mac, The Dance contient également de nouveaux morceaux écrits par chacun des principaux membres du groupe (dont deux par Buckingham). Par exemple, Bleed to Love Her était un titre inédit lors de la sortie de The Dance, un enregistrement studio de la chanson a cependant ensuite été inclus dans l'album Say You Will (2003). Aucun titre de l'album Mirage n'est inclus sur le CD, alors que Gypsy apparaisse dans les versions vidéo et DVD.
Un banjo a été ajouté pendant cet enregistrement de Say You Love Me, une différence notable par rapport à la version originale de l'album. John McVie a également prêté sa voix sur cette version de la chanson.
Le titre de l'album fait référence à La Danse, un tableau d'Henri Matisse qui devait être utilisé pour la pochette de l'album mais dont le groupe n'a pu obtenir les droits La photo de la couverture de l'album, prise par David LaChapelle, montre Mick Fleetwood recréant sa pose de la couverture de Rumours, l'album le plus célèbre du groupe, et Lindsey Buckingham tenant la canne utilisée sur la couverture de l'album Fleetwood Mac, le prédécesseur de Rumours.
Cet album a produit trois singles aux États-Unis : Landslide (en), The Chain et Silver Springs (en) » qui ont valu au groupe trois nominations aux Grammy Awards en 1998, dans les catégories « Meilleur album pop vocal », « Meilleure prestation vocale rock par un groupe ou un duo » pour The Chain et « Meilleure performance pop d'un duo ou d'un groupe avec voix » pour Silver Springs. Un quatrième single, Temporary One (en), est sorti dans certains pays européens.
Le groupe s'est ensuite lancé dans une tournée de 44 dates à travers les États-Unis avec une escale au Canada[réf. nécessaire] pour promouvoir The Dance. La setlist était similaire à celle de l'album, mais avec Over My Head et My Little Demon remplacés par Oh Daddy, Second Hand News, Stand Back, Farmer's Daughter (une reprise de la chanson des Beach Boys de Surfin' U.S.A.), et Not That Funny. Eyes of the World a été joué à la place de Second Hand News lors de la soirée d'ouverture à Hartford.

## Liste des titres
| No  | Titre                                        | Auteur                                                                        | Durée |
| --- | -------------------------------------------- | ----------------------------------------------------------------------------- | ----- |
| 1.  | The Chain                                    | Christine McVie, Stevie Nicks, Lindsey Buckingham, Mick Fleetwood, John McVie | 5:11  |
| 2.  | Dreams                                       | Stevie Nicks                                                                  | 4:39  |
| 3.  | Everywhere (en)                              | Christine McVie                                                               | 3:28  |
| 4.  | Rhiannon                                     | Stevie Nicks                                                                  | 6:48  |
| 5.  | I'm So Afraid (en)                           | Lindsey Buckingham                                                            | 7:45  |
| 6.  | Temporary One (en) (chanson inédite)         | Christine McVie, Eddy Quintela                                                | 4:00  |
| 7.  | Bleed to Love Her (chanson inédite)          | Lindsey Buckingham                                                            | 3:27  |
| 8.  | Big Love (en)                                | Lindsey Buckingham                                                            | 3:06  |
| 9.  | Landslide (en)                               | Stevie Nicks                                                                  | 4:27  |
| 10. | Say You Love Me                              | Christine McVie                                                               | 4:59  |
| 11. | My Little Demon (chanson inédite)            | Lindsey Buckingham                                                            | 3:33  |
| 12. | Silver Springs (en)                          | Stevie Nicks                                                                  | 5:41  |
| 13. | You Make Loving Fun                          | Christine McVie                                                               | 3:49  |
| 14. | Sweet Girl (chanson inédite)                 | Stevie Nicks                                                                  | 3:19  |
| 15. | Go Your Own Way                              | Lindsey Buckingham                                                            | 5:00  |
| 16. | Tusk (en)                                    | Lindsey Buckingham                                                            | 4:22  |
| 17. | Don't Stop                                   | Christine McVie                                                               | 5:28  |
| 18. | Gypsy (titre bonus sur la version numérique) | Stevie Nicks                                                                  | 4:15  |

## Liste des pistes DVD/Vidéo
Le DVD vidéo est au format 1,33:1, tandis que l'audio est en Dolby Digital 5.1 et en stéréo PCM.
1. «The Chain» (Buckingham, Fleetwood, C. McVie, J. McVie, Nicks)
2. «Dreams» (Nicks)
3. «Everywhere» (C. McVie)
4. «Gold Dust Woman» (Nicks) * ***
5. «I'm So Afraid» (Buckingham) **
6. «Temporary One» (C. McVie, Quintela)
7. «Bleed to Love Her» (Buckingham)
8. «Gypsy» (Nicks) * ***
9. «Big Love» (Buckingham) **
10. «Go Insane» (Buckingham) * ** ***
11. «Landslide» (Nicks)
12. «Say You Love Me» (C. McVie)
13. «You Make Loving Fun» (C. McVie)
14. «My Little Demon» (Buckingham)
15. «Silver Springs» (Nicks) *** ****
16. «Over My Head» (C. McVie) * ***
17. «Rhiannon» (Nicks)
18. «Sweet Girl» (Nicks)
19. «Go Your Own Way» (Buckingham) ***
20. «Tusk» (Buckingham)
21. 'Don't Stop» (C. McVie)
22. «Songbird» (C. McVie) * ***

* Exclusif aux versions VHS/DVD/Laserdisc
** Publié plus tard sur la version américaine du CD-2 de The Very Best of Fleetwood Mac
*** Version live sortie en face B d'un single
****  Publié plus tard (en version éditée) sur l'édition 3 CD Deluxe de trois disques de 50 Years - Don't Stop

## Musiciens

### Fleetwood Mac
- Stevie Nicks : chant, tambourin
- Lindsey Buckingham : chant, guitares, banjo sur Say You Love Me
- Christine McVie : chant, claviers, piano acoustique, accordéon sur Tusk, tambourin sur Say You Love Me, maracas sur Everywhere
- John McVie : basse, chœurs sur Say You Love Me
- Mick Fleetwood : batterie, percussions

### Musiciens supplémentaires
- Scott Pinkerton : programmation de synthétiseur
- Brett Tuggle : claviers, guitares, chœurs
- Neale Heywood : guitares, chœurs
- Lenny Castro : percussions
- Sharon Celani : chœurs
- Mindy Stein : chœurs
- Arthur C. Bartner : directeur de l' USC Trojan Marching Band

## Équipe de production

### CD
- Lindsey Buckingham - productrice
- Elliot Scheiner - producteur, ingénieur, mixage
- Barry Goldberg - ingénieur
- Guy Charbonneau – ingénieur additionnel
- Charlie Bouis - assistant ingénieur
- John Nelson - ingénieur adjoint
- Paul DeCarli – montage numérique
- Scott Humphrey – montage numérique
- Ted Jensen – mastering à Sterling Sound (New York, NY)
- Ted Barela – assistance technique
- David Gallo – assistance technique
- Eric Johnston – assistance technique
- Ph. D – direction artistique, design
- David LaChapelle – photographie
- Neal Preston – photographie

### Vidéo
- Bruce Gower - réalisateur
- Lindsey Buckingham - productrice
- Elliot Scheiner - producteur, enregistrement, mixage
- Barry Goldberg – enregistrement
- David LaChapelle – photographie
- Neal Preston – photographie

## Certifications
| Pays              | Certification | Unités certifiées |
| ----------------- | ------------- | ----------------- |
| États-Unis (RIAA) | 5 × Platine   | 5 000 000         |